# 김기주 (1975년)
김기주(金起柱 1975년 11월 7일~)는 대한민국의 배우이다. 분야는 뮤지컬이며 일본에서 활동 하고 있다.